# Крошицкий, Михаил Павлович
Михаил Павлович Крошицкий (Крошечкин-Крошицкий; 4 [16] ноября 1894, Севастополь, Таврическая губерния — 4 апреля 1972, Москва) — советский живописец, музейный работник, педагог, член Союза художников СССР, заслуженный деятель искусств Украинской ССР (1956). Возглавлял и организовал несколько художественных музеев.

## Биография
Родился 4 (16) ноября 1894 года в городе Севастополе Таврической губернии в семье рабочего котельщика Севастопольского морского завода, его дед Потап Фомич Крошицкий матрос, участник Синопского сражения и обороны Севастополя 1854—1855 годов. Племянник художника М. П. Крошечкина-Крошицкого. Детство прошло в домике на Костомаровской улице. В 1905—1913 годах Михаил обучался в Севастопольской гимназии. Вольнослушатель Высшего художественного училища Императорской Академии художествв Петрограде в 1914—1917 годах, мастерская В. Е. Маковского. Участник выставочной деятельности с 1914 года. Учился также в мастерских И. И. Творожникова, В. Беляева, Г. Залемана.
Был художником 4-го запасного полка Юго-Западного фронта. Участник революционных событий 1917 года, штурма Зимнего дворца в Петрограде, охранял дворец М. Ф. Кшесинской. Присутствовал на II Всероссийском Съезде Советов крестьянских депутатов, делал эскизы делегатов, рисовал В. И. Ленина. Позднее в 1933 году он выполнил на эту тему большое полотно.
В апреле 1918 года в Севастополе он был участником конференции по внешкольному образованию, в 1920 году руководил пролетарской изостудией при Курском отделе народного образования, был художником клуба 4-го запасного полка Юго-западного фронта. С начала 1921 года вернувшись в Севастополь, М. П. Крошицкий сочетал службу с активной деятельностью в КрымОХРИСе.
Есть отрывочные сведения об участии художника в объявленном конкурсе на эскиз ордена Красного Знамени. Михаил Крошицкий якобы подал в комиссию два эскиза, за один из них ему вручили премию.
Председатель Севастопольской ассоциации художников, руководитель изостудии (1925—1930). В своих воспоминаниях М. П. Крошицкий писал: «Учитывая наличие в Севастополе художников-профессионалов, я вместе с художником Ю. И. Шпажинским устроил выставку картин, которая сыграла положительную роль в деле создания в 1924 году организации художников „Севастопольская Ассоциация художников“ на реалистической основе. На ней были представлены живописные, графические, скульптурные произведения всех членов Ассоциации. В отдельном зале размещались около 150 работ М. М. Казаса».
Научный сотрудник Севастопольской картинной галереи (1927—1929), заместитель директора Алупкинского Дворца-музея в 1929—1932 годах. Художественный редактор Воронежского издательства «Коммуна» в 1932—1934 годах. Один из создателей и директор (1934—1939) Воронежского областного музея изобразительных искусств. Сотрудничал со студией Н. С. Самокиша, преподавал в Симферопольском художественном училище, преподавание там вел и после войны. С 1 декабря 1939 и по 1958 год директор Севастопольской картинной галереи. Стоял у истоков организации Союза советских художников Крымской АССР (позднее Крымского союза художников), а после войны в 1948—1951 году и возглавлял его.
В 1941 году под бомбардировками в Севастополе погибли его мать и маленький сын, жена и дочь спаслись и были в оккупации. Руководил эвакуацией музея в 1941 году, отплыл на транспорте из Южной бухты 12 ноября 1941 года, практически в одиночку сопровождал музейный груз от Севастополя до сибирского города Томска, сохранив в пути более 1200 произведений искусства. В эвакуации реставрировал экспонаты. 13 июня 1945 года спасенные и сохраненные М. П. Крошицким севастопольские ценности прибыли в Крым и были размещены в Симферопольской художественной галерее.
С 1945 по 1956 год был директором объединённой Севастопольской и Симферопольской картинной галереи в Симферополе. В руководил возвращением севастопольской коллекции в родной город. Торжественное открытие галереи состоялось 6 ноября 1956 года. В 1957 году галерея была размещена на проспекте Нахимова, рядом с её довоенным местом расположения в «доме Гавалова». Во второй половине жизни пережил несколько инфарктов, однако писал до конца дней.
Умер 4 апреля 1972 года в городе Москва, похоронен на Мемориальном кладбище советских воинов в микрорайоне Дергачи, Севастополь. На могиле установлен грудной бюст художника, высеченный из монолита.
За стойкость и мужество М. П. Крошицкий был награждён медалями «За оборону Севастополя» и «За доблестный труд в Великой Отечественной войне». В 1956 году присвоено звание Заслуженный деятель искусств Украины, также награждён знаками Министерства культуры СССР, ЦК Профсоюза работников культуры «За отличную работу», «Отличник культурного шефства над Вооружёнными силами СССР».

## Семья
- Жена — Н. И. Крошицкая, музейный работник.
- Внук — Бухонко-Крошицкий Д. А., фотограф и журналист.

## Творчество
Работал в жанрах жанровой картины, пейзажа, портрета, техника — станковая живопись. Работы: «Из недавнего прошлого» (1923), «Берег у Херсонеса» (1924), «Восстание на броненосце „Потемкин“» (1927), «Два поколения», «Рыбаки-колхозники» (обе — 1929), «В. Ленин на Втором крестьянском съезде» (1934), «Художник Я. Бирзгал» (1946), «Герой Советского Союза С. Семенюк» (1947), «Гурзуф» (1951), «Мертвая волна» (1953), «Весна», «Художник М. Щеглов» (обе — 1954), «Закат 12 мая 1944. Разгром фашистов под Севастополем», «Шторм» (обе — 1970).

## Память
Портрет Крошицкого в 1964 году исполнил народный художник Украинской ССР В. Д. Бернадский.
27 ноября 1991 года Кабинет министров Украины принял постановление, в котором было записано: "Принять предложение Севастопольского горисполкома о присвоении имени заслуженного деятеля искусств УССР Крошицкого М. П. Севастопольскому художественному музею и впредь именовать его «Севастопольский художественный музей им. М. П. Крошицкого».
В 1992 году его именем названа новая улица Севастополя.

### Комментарии

Могила Крошицкого в Севастополе

1. ↑  Указание некоторыми источниками даты рождения как 17 ноября 1894 года объясняется ошибкой в переводе даты 4 ноября 1894 года из юлианского календаря в григорианский: сам Крошицкий написал в автобиографии, что родился «4(17).11.1894 года»[2].

### Отсылки к источникам
1. 1 2 3 4  Бащенко Р. Д., Гаврилюк М. І. Крошицький Михайло Павлович // Енциклопедія сучасної України :  [укр.] : у 30 т. / НАН України, Наукове товариство ім. Шевченка, Институт энциклопедических исследований НАН Украины. — Київ, 2001—…. — Т. 15. — ISBN 944-02-3354-X.
2. ↑  Бендюкова, 1997, с. 123.
3. 1 2 3 4 5 6 7 8  Никитина И. В., к. и. н. Лица города. Михаил Крошицкий // Сетевое издание «Графская пристань». — Севастополь, 2019. Архивировано 26 февраля 2020 года.
4. 1 2 3  Леонид СОМОВ. Дорогой стоика, или Опасный фарватер Михаила Крошицкого (2019) // Газета "Слава Севастополя". — 16 ноября. Архивировано 5 марта 2021 года.
5. 1 2  Алексеева Е. Н. ФОРМИРОВАНИЕ ХУДОЖЕСТВЕННОЙ ШКОЛЫ КРЫМА. РЕГИОНАЛЬНЫЕ ОСОБЕННОСТИ, СВОЕОБРАЗИЕ И ТЕНДЕНЦИИ РАЗВИТИЯ (КОНЕЦ XIX – ПЕРВАЯ ПОЛОВИНА XX ВЕКА) Диссертация на соискание учёной степени кандидата искусствоведения. — М.: Московская государственная художественно-промышленная
академия им. С.Г. Строганова, 2018. Архивировано 24 мая 2021 года.
6. ↑  Воронежский областной музей изобразительных искусств. — М.: «Изобразительное искусство», 1984
7. 1 2 3 4  Крошицкий Михаил Павлович. Крымский виртуальный некрополь. ГЕОКОН (2020). Дата обращения: 30 декабря 2020. Архивировано 12 апреля 2021 года.
8. ↑  Исаева Л. Ю. Михаил Павлович Крошицкий в Томске. 1943-1945 годы // Музей и война: судьба людей, коллекций, зданий : сборник докладов всероссийской научно-практической конференции 4-6 апреля 2016 года. — Екатеринбург, 2016. — Т. Екатеринбург. — С. 93—96. Архивировано 8 января 2020 года.
9. ↑  История Севастопольского художественного музея. Дата обращения: 28 декабря 2020. Архивировано 29 ноября 2020 года.